# 依塔·麗娜
依塔·麗娜（Ita Rina），全名依塔琳娜·麗達·克拉瓦尼亞（1907年7月7日—1979年3月10日），是一名斯洛維尼亞女演員，生於奧匈帝國迪瓦查（現屬斯洛維尼亞），主要活躍其間為1920至1930年代。最後一次參與演出為1960年，於電影《核戰新娘》中飾演母親。

## 外部連結
- Ita Rina在互联网电影资料库（IMDb）上的資料（英文）
- Photographs of Ita Rina （页面存档备份，存于）
- 在Find a Grave上的依塔·麗娜